# 艾伦国际短期大学
艾伦国际短期大学（日语：／ Allen Kokusai Tanki Daigaku *），简称艾伦短大，是过去一所位于日本岩手县久慈市的私立短期大学。

## 概要

### 简介
- 学校最早可以追溯到1933年[1]。短期大学为于1970年开办[1][2]、由学校法人东北文化学园大学经营[注 2]、来源于美国人传教士创立的幼儿园。短期大学招生到2003年、停办于2007年[2]。为男女同校。

### 历史
- 1970年 艾伦短期大学成立并同时设置一个学科即英语英文科[1][2]。
- 1995年 改校名为艾伦国际短期大学[2]。
- 2002年 英语英文科更名为人类沟通学科[2]。
- 2002年 组织变更为学校法人东北文化学园大学。
- 2003年 最后一年招生、次年停止招生（正式停办于2007年1月11日[2]）。

## 学校环境
- 校区：在了岩手县久慈市[注 1]

## 历任校长
- T･艾伦：第一代短期大学校长[3]。

## 组织

### 学科
- 人类沟通学科

### 专科
| - 无 |

### 业余课程
| - 无 |

### 附属机关
| - 地区文化研究中心：成立于2001年。 - 北溺湾地域国际交流委员会：成立于2001年。 |

## 相关链接
- 日本短期大学列表